# Деколі
Деколі (рос.деколи) — перевідні зображення, які використовуються для нанесення на креслення написів і позамасштабних умовних знаків. 
Розрізняють деколі багаторазового й одноразового використання. Деколі багаторазового використання являють собою прозорий матеріал — декольпір, на який нанесене зображення для переводу, закрите при збереженні прозорою плівкою. Після кожного переводу зображення фарба на деколі відновлюється накаткою паралоновим тампоном. 
Деколі одноразового використання (“супізи” — сухі перевідні зображення) гірші за деколі багаторазового використання в здатності перевідного зображування й у гарантії його закріплення, але виграють в оптичній щільності перевідних зображень.